# جويس جولدسميث
جويس جولدسميث (8 يناير 1942 - ) (بالإنجليزية: Joyce Goldsmith)‏ هي لاعبة كريكت أسترالية. شاركت مع منتخب أستراليا الوطني للكريكت.

## وصلات خارجية
- جويس جولدسميث على موقع إي آس بي آن كريك إنفو (الإنجليزية)